# Kary Barnet
Kary Barnet (* 14. August 1923 in Prag; † 21. November 1972 in München) war eine deutsche Sängerin.

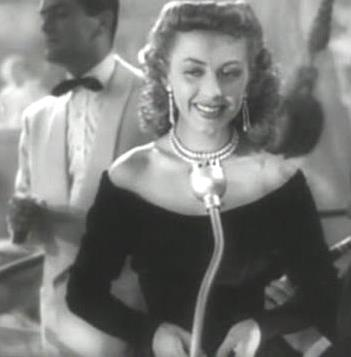
Kary Barnet

## Leben

### Herkunft und erste Filmrollen
Ihr tschechischer Geburtsname war Charlotte Alžběta Tremlová, ihr deutscher Charlotte Elisabeth Treml. Sie wuchs in Prag, wie damals dort in großbürgerlichen Familien üblich, zweisprachig (tschechisch/deutsch) als Tochter des Bankdirektors Franz Treml auf. Zwar bezeichnete sie sich als "schwarzes Schaf" der Familie, doch ihrer künstlerischen Ausbildung wurden offenkundig seitens ihrer Eltern keine Steine in den Weg gelegt. Sie soll die Prager Kunstakademie, das Konservatorium in Paris und die Schauspielschule von Tilla Durieux in Berlin besucht haben. Erste Filmrollen bekam sie noch als Minderjährige in den tschechischen Filmkomödien Paní Kačka zasahuje ("Frau Kačka greift ein", 1939) und Prosím, pane profesore ("Bitte, Herr Professor", 1940).

### Karriere im Zweiten Weltkrieg
In Berlin wurde sie am berühmten Varieté-Theater Scala engagiert und nannte sich fortan Kary Barnet. Zu ihren Fördern gehörten die Swing-Musiker Michael Jary und Benny de Weille. 1943 begann sie als Sängerin und Moderatorin beim Soldatensender Belgrad, wo sie wegen ihres entwaffnenden Charmes als "Sirene" bezeichnet wurde und als erste Frau die "Grüße aus der Heimat" sprechen durfte. Auf dem Weihnachtskonzert vom 25. Dezember 1943 sang sie Rosen erblühen im Winter nicht und hatte damit großen Erfolg. Bei der deutschen Filmproduktionsfirma Prag-Film AG war sie im Film Dir zuliebe (1944) als Sängerin mit dem Lied Ich bin verliebt in eine Melodie zu sehen. Barnet interpretierte vor allem Lieder von ihrem Mentor Michael Jary, aber auch von Peter Igelhoff, Franz Grothe und Heino Gaze.

### Tourneen und Filmauftritte nach 1945
Im Krieg soll Barnet ein Kind und ihren Bruder verloren haben. Nach dem Ende des Dritten Reichs flüchtete sie nach Frankfurt am Main und arbeitete zunächst als Putzfrau, Kindermädchen und Mannequin. Benny de Weille holte sie jedoch bald zu Radio Frankfurt, von wo aus sie ihre Gesangskarriere fortsetzte. Bei NWDR und Bayerischem Rundfunk hatte sie zahlreiche Auftritte, absolvierte Tourneen nach Spanien, Frankreich und in die Schweiz. 
Etwa fünfzig Lieder wurden von ihr in den 1940er und 1950er Jahren auf Schellackplatte veröffentlicht, etwa Ich lass meinen Peter nie allein vom März 1944. Etwa zwanzig dieser historischen Aufnahmen erschienen später auch auf CD.

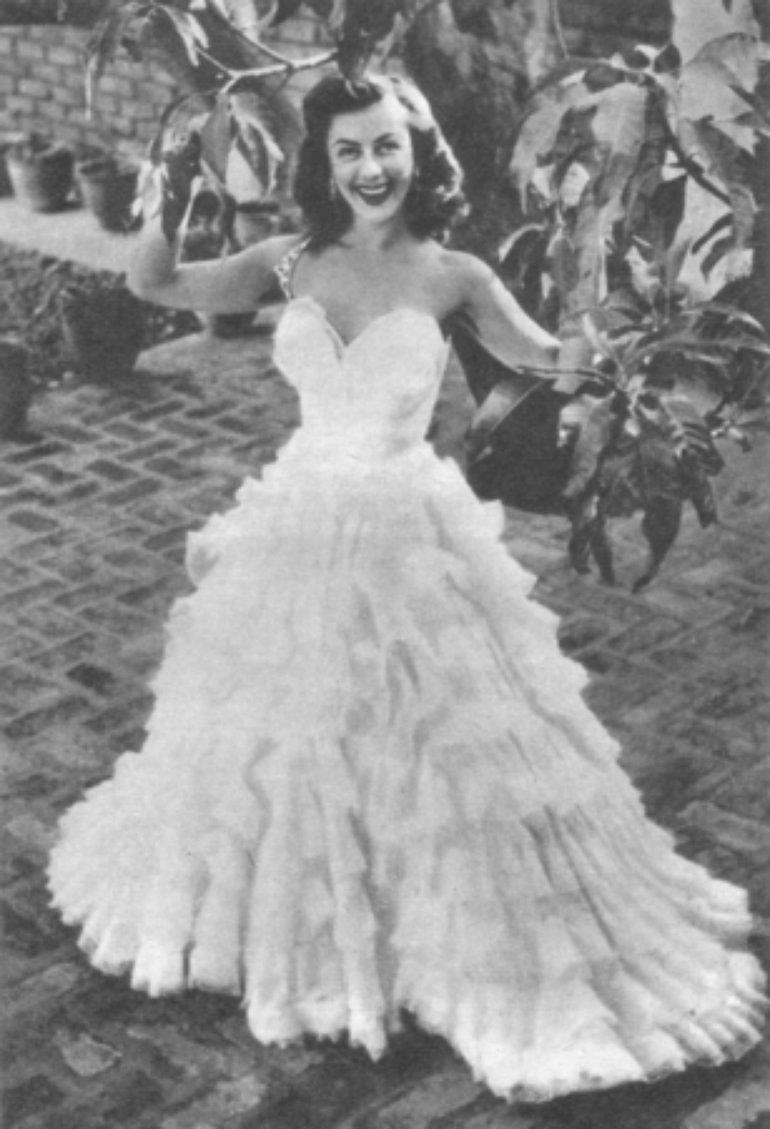
Kary Barnet

1951 wirkte sie als Kleindarstellerin am Film Fanfaren der Liebe (Regie Kurt Hoffmann) mit, ein Jahr später sang sie ebenfalls in einer kleinen Nebenrolle in der Militär-Komödie Fritz und Friederike an der Seite von Liselotte Pulver und Otto Gebühr das Lied Machen Sie doch bitte kein so böses Gesicht. Im Film Die verschleierte Maja (1951, Regie Géza von Cziffra) war sie begleitet vom Orchester Max Greger mit dem Lied Fahr´n Sie nicht zum Nordpol zu hören. Kary Barnet gab sich sehr kosmopolitisch, sprach und sang angeblich in sieben Sprachen und war beruflich wie privat weltweit unterwegs.

### Privatleben
Sie war insgesamt viermal verheiratet, in erster Ehe mit dem NS-Journalisten und Hauptschriftleiter des Berliner 12-Uhr-Blatts, Wilhelm Fanderl, einem Günstling von Propagandaminister Joseph Goebbels. Fanderl lernte Kary Barnet in der Scala kennen, wo er täglich freien Eintritt hatte und den Revue-Girls aus dem Orchestergraben zuschauen durfte. Die Ehe wurde bereits 1944 geschieden. Ihr zweiter Ehemann war Hans Huffzky, als Teilnehmer des Russland-Feldzugs Hauptschriftleiter der kurzlebigen Armee-Zeitung (erschien ab August 1942) und nach dem Krieg Chefredakteur der Hamburger Frauen-Zeitschrift Constanze (Scheidung vor 1949). Die dritte Ehe schloss sie (mutmaßlich 1952) mit dem Amerikaner Leslie von Schwetzer (auch von Shwetzer), der als Programmchef des Soldatensenders AFN in Frankfurt tätig war und lebte mit ihm zeitweise in Los Angeles. Mit ihrem namentlich nicht bekannten vierten Gatten, einem Deutschen, wanderte sie in die indische Stadt Brajarajnagar im Bundesstaat Odisha (bis 2011 Orissa) aus. Wann sie nach Deutschland zurückkehrte, ist nicht bekannt. 
Kary Barnet kam 1972 bei einem Wohnungsbrand in München ums Leben und wurde auf dem Münchener Waldfriedhof beerdigt.